# Plocaederus mirim
Plocaederus mirim är en skalbaggsart som beskrevs av Martins och Monné 2002. Plocaederus mirim ingår i släktet Plocaederus och familjen långhorningar. Inga underarter finns listade i Catalogue of Life.